# Mezinárodní tenisová federace
Mezinárodní tenisová federace (anglicky ITF – International Tennis Federation, dříve ILTF – International Lawn Tennis Federation) je mezinárodní tenisová organizace, která řídí dění ve světovém tenise. K roku 2008 bylo jejími členy 205 národních tenisových svazů, včetně Českého tenisového svazu.

## Historie a současnost
ILTF byla založena v Paříži (Francie) 1. března 1913 zástupci 13 národních tenisových svazů. Ke změně názvu s vynecháním Lawn (travnatý) došlo na valném shromáždění federace v Hamburku (SRN) v roce 1977.
Sídlo ITF je v Londýně (Spojené království). Do roku 1987 měla adresu: Church Road, Wimbledon, London, SW 19 5TF. V roce 1988 se přestěhovala na Barons Court, blízko Queens Clubu a o deset let později (1998) znovu, tentokrát na The Bank of England Sports Ground, Roehampton v Londýně.

### Oficiální sídlo ITF
The International Tennis Federation

Bank Lane

Roehampton

London 

SW15 5XZ

United Kingdom

### Orgány
Nejvyššími orgány ITF jsou výroční shromáždění zástupců všech členských zemí, kteří se scházejí obvykle po wimbledonském turnaji a řídící výbor (Committee of Management), který řídí celou agendu federace.

## Soutěže
ITF pořádá 3 základní týmové soutěže založené na národním charakteru:
- Davis Cup (muži)
- Fed Cup (ženy)
- Hopmanův pohár (smíšená družstva)

Dále organizuje čtyři Grand Slamy:
- Australian Open
- French Open
- Wimbledon
- US Open

Organizuje mužský a ženský okruh ITF, tj. turnaje nejnižší kategorie (turnaje vyšších kategorií organizují ATP a WTA). Pořádá také turnajové okruhy pro věkové kategorie tenistů do osmnácti let.

## Mistři světa v tenise
Mistři světa ITF jsou každoročně vyhlašováni od roku 1978 Mezinárodní tenisovou federací na základě dosažených výsledků v uplyné sezóně.
Mistři světa mužů, žen, juniorů a juniorek ve dvouhře jsou vyhlašováni od roku 1978, kategorie juniorských čtyřher byly doplněny v roce 1982, vozíčkáři pak v roce 1991 a konečně mužská a ženská čtyřhra se vyhlašuje od roku 1996. Juniorské singlové a deblové kategorie byly v roce 2003 sjednoceny do jediné.